# 残酷ドラゴン 血斗竜門の宿
『残酷ドラゴン 血斗竜門の宿』（ざんこくドラゴン けっとうりゅうもんのやど、原題：龍門客棧、英題：Dragon Inn）は、キン・フー監督・脚本による台湾と香港合作の1967年の武侠映画。
『大酔侠』で武侠映画ブームを巻き起こした香港映画の巨匠キン・フーが、ショウ・ブラザーズを離れ香港チームを連れて台湾に渡り聨邦影業公司名義で製作した作品。台湾・香港をはじめ東南アジア各地で大ヒットした。
シャンカン・リンフォン（上官靈鳳）、シー・チュン（石雋）、パイ・イン（白鷹）らメインキャストはみなキン・フーの製作会社で演技の訓練を受けた新人で、本作で一躍人気スターとなった。京劇調の音楽や効果音、クラシックな武侠アクション、客棧（宿屋）を舞台にした敵味方の心理戦や剣戟など、その後の武侠映画に与えた影響は大きく、特にキン・フー映画のファンだったツイ・ハークは1992年に『ドラゴン・イン/新龍門客棧』としてリメイクしている。
なお、英語題はフィルム上では『Dragon Inn』となっているが、それは製作会社のミスで、正しくは『Dragon Gate Inn』だと監督が言明している。
1968年日本で初公開時（北海道と中京地区のみ）の邦題は『血斗竜門の宿』。のち1974年に、再公開された際に現在の邦題に変更された。

## スタッフ
- 監督：キン・フー
- 脚本：キン・フー
- 撮影：ファ・フィイン
- 音楽：チョウ・ランピン
- 武術指導：ハン・インチェ

## キャスト
- シャンカン・リンフォン（上官靈鳳）：朱輝（チュウ）。殺された于謙（ユイ・チェン）の配下の将軍の娘。
- シー・チュン（石雋）：蕭少鎡（シャオ・シャオジー）。仕込み傘で戦う風来坊。呉寧の弟分。
- パイ・イン（白鷹）：曹少欽（ツァオ・シャオチン）。明朝の東廠、錦衣衛の両方に君臨する悪の宦官。
- ツァオ・ジエン（曹健）：呉寧（ウー・ニン）。宿屋・龍門客棧の主人。実は殺された于謙の参謀だった。
- シュエ・ハン（薛漢）：朱驥（チュウ・ジー）。朱輝の兄。
- ミャオ・ティエン (苗天）：皮紹棠（ピイ・シャオタン）。東廠のリーダー。
- ハン・インチェ（韓英傑）：毛宗憲（マオ・ツォンシエン）。東廠の一人。
- シュー・フォン（徐楓）：于欣（ユイ・シン）。殺された忠臣、于謙の娘。
- ティエン・ポン（田鵬）：